# Rivfader
Rivfader es un demo de folk/black metal que marca el debut de la banda Finntroll. Fue autoeditado por la banda en Finlandia, en el año 1998. El demo estuvo por un tiempo a descarga gratuita desde la página oficial del grupo. Cabe a destacar que las pistas 2, 3 y 5 fueron regrabadas para el primer álbum de la banda, Midnattens Widunder que vio la luz en el año de 1999.

## Lista de canciones
1. "Haterop" - 3:20
2. "Rivfader - RivFader" - 4:10
3. "Vatteanda - El Espíritu duende" - 4:36
4. "Den Svarte Algens Blod - La Sangre del Alce Negro" - 2:36
5. "Midnattens Widunder - La bestia de media noche" - 4:40
6. "Stigen/Outro - Camino" - 1:41

## Enlaces relacionados
- Finntroll
- Folk metal
- Black metal